# Гомельский завод измерительных приборов
ОАО «Гомельский завод измерительных приборов» (ОАО «ГЗИП»; Гомельский ЗИП; бел. Гомельскі завод вымяральных прылад) — бывшее белорусское предприятие, расположенное в Гомеле. В 2021 году предприятие ликвидировано, корпуса завода проданы и перепрофилируются.

## История
В 1923 году в Гомеле на базе артели металлистов было организовано литейно-механическое предприятие, которое в 1928 году преобразовано в литейно-механический завод «Металлист». В годы Великой Отечественной войны завод был разрушен, восстановлен в 1944 году. До 1958 года входил в систему местной промышленности. В 1958 году завод был перепрофилирован для выпуска измерительных приборов, переименован и передан из подчинения Гомельского совнархоза в подчинение СНХ БССР. В 1965 году завод передан в подчинение Главного управления по производству аналитических приборов и приборов из стекла и кварца «Главаналитприбор» Министерства приборостроения, средств автоматизации и систем управления СССР. С 1970 года — во Всесоюзном государственном промышленном хозрасчётном объединении по производству аналитических и вторичных электронных приборов «Союзаналитприбор» того же министерства. В 1985—1995 — головное предприятие Гомельского производственного объединения «Измеритель».
По состоянию на 2016 год на предприятии было занято 195 человек, доля государства в уставном фонде предприятия составляла 99,865 %.
В 2021 году ОАО «Гомельский завод измерительных приборов» было ликвидировано. В 2024 году комплекс зданий бывшего завода был продан за 2,1 млн руб.. В 2025 году появилась информация о перепрофилирования корпусов завода в торгово-развлекательный центр.

## Продукция
Завод производил измерительные приборы для физико-химических и электрохимических анализов, контроля и регулирования технологических процессов, контроля окружающей среды, а также для горнодобывающей, микробиологической, пищевой, целлюлозно-бумажной, медицинской, металлургической промышленности, тепловой и атомной энергетики. Основная специализация завода — приборы для pH-метрии. С 2008 года завод выпускал также кнопки для лифтов завода «Могилёвлифтмаш».